# Neocoelidiana carina
Neocoelidiana carina är en insektsart som beskrevs av Delong 1953. Neocoelidiana carina ingår i släktet Neocoelidiana och familjen dvärgstritar. Inga underarter finns listade i Catalogue of Life.